# Wikipédia en gotique
Wikipédia en gotique (en gotique : 𐌲𐌿𐍄𐌹𐍃𐌺 𐍅𐌹𐌺𐌹𐍀𐌰𐌹𐌳𐌾𐌰 [Gutisk wikipaidja]) est l'édition de Wikipédia en gotique, langue germanique orientale parlée par les Goths. La langue est aujourd'hui éteinte. L'édition est lancée en octobre 2004 et dans les faits en mai 2005,,. Son code est : got.
Au 21 mars 2025, l'édition en gotique contient 897 articles et compte 21 187 contributeurs, dont 13 contributeurs actifs et 1 administrateur.

## Présentation

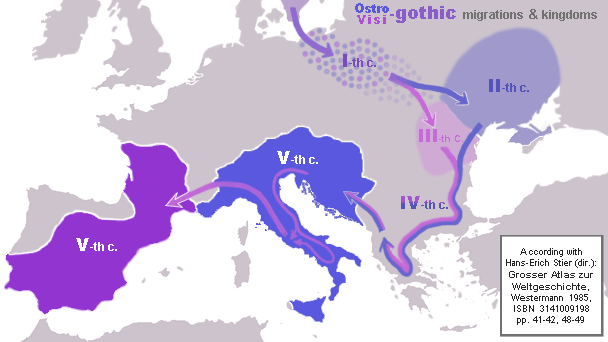
Déplacements des Goths en Europe.

## Statistiques
- Le 24 avril 2006, l'édition en gotique compte quelque 100 articles[5].
- Le 9 août 2020, elle compte quelque 829 articles, 14 986 utilisateurs, 16 utilisateurs actifs et 2 administrateurs[6].
- Le 3 octobre 2022, elle contient 866 articles et compte 17 871 contributeurs, dont 10 contributeurs actifs et 1 administrateur.
- Le 23 septembre 2024, elle contient 901 articles et compte 20 575 contributeurs, dont 17 contributeurs actifs et 1 administrateur.